# Daniel Philliskirk
Daniel „Danny“ Philliskirk (* 10. April 1991 in Oldham) ist ein englischer Fußballspieler, der seit 2018 beim AFC Fylde unter Vertrag steht.

## Karriere

### Verein
Daniel Philliskirk begann seine Karriere in der Jugend von Oldham Athletic. Im Sommer 2007 wechselte er in die Jugendakademie des FC Chelsea und unterschrieb dort einen Vierjahresvertrag. Im Akademieteam war er Kapitän in der Saison 2008/09 und empfahl sich für die Reservemannschaft. Im August 2010 wurde er für einen Monat an Oxford United verliehen und gab ein paar Tage später sein Debüt beim 0:0-Unentschieden gegen Burton Albion. Doch dies blieb sein einziges Spiel und Philliskirk kehrte danach zum FC Chelsea zurück.
Im Januar 2011 lieh ihn Sheffield United für einen Monat aus, doch später wurde die Leihfrist bis zum Saisonende festgelegt. Bis Mitte April musste er warten, bis er gegen Preston North End in der zweiten Halbzeit zu seinem ersten Ligaspiel für Sheffield kam. Daraufhin wurde ihm ein Vertrag für die Saison 2011/12 angeboten.
Nachdem sein Vertrag bei Chelsea im Juni 2011 ausgelaufen war, wechselte er nach Ablauf seines Vertrages dauerhaft zu Sheffield United.
Von Oktober bis Dezember 2011 spielte er auf Leihbasis bei Oxford United und bestritt vier Ligaspiele. Nachdem Philliskirk bei Sheffield United entlassen worden war, unterschrieb er im Februar 2013 einen Vertrag bis Juli 2013 bei Coventry City. Doch nach nur einem Spiel wurde im April bekannt, dass sein auslaufender Vertrag nicht verlängert wird.
In der Sommerpause trainierte bei den Doncaster Rovers. Am 28. August 2013 unterschrieb er einen Zwei-Jahres-Vertrag bei seinem Jugendverein Oldham Athletic. Nachdem Philliskirk in der Spielzeit 2013/14 38 Ligaspiele absolviert und vier Tore erzielt hatte, wurde sein Vertrag am 2. Mai 2014 für zwei weitere Jahre verlängert mit Option auf ein weiteres Jahr.

### Nationalmannschaft
Philliskirk bestritt 2007 drei Länderspiele für die englische U-17-Nationalmannschaft.

## Sonstiges
Daniel Philliskirk ist der Sohn von Anthony Philliskirk, dieser spielte drei Jahre lang für die Bolton Wanderers und erzielte dort über fünfzig Tore. Bei Oldham Athletic wurde er von seinem Vater trainiert.